# 新能源產業技術綜合開發機構

機構標誌

新能源產業技術綜合開發機構（新エネルギー・産業技術総合開発機構，簡稱NEDO（ネド，New Energy and Industrial Technology Development Organization））是日本的一個獨立行政法人，由經濟產業省所管轄。主要業務為環境保護政策與科學技術開發。本部位于神奈川縣川崎市。

## 历史
成立於1980年10月1日，當時成立的目的是應對石油危機。也是三公社五現業之一。

## 相關OVA
- 《大雄與未來筆記本》（のび太と未来ノート）

## 外部連結
- 新能源產業技術綜合開發機構 （页面存档备份，存于）